# Riccardo Perucolo
Riccardo Perucolo (Zoppè, tra il 1515 e il 1520 – Conegliano, tra il 22 febbraio e il 20 marzo 1568) è stato un pittore italiano.

## Biografia
Figlio di Antonio Perucolo (muratore) e della moglie Cecilia, terzo di tre fratelli (Santo ed Elisabetta gli altri due), venne avviato all'arte pittorica da qualche maestro in loco (al tempo a Conegliano dimoravano Francesco da Milano, il Pordenone, Beccaruzzi, Fiumicelli e altri) ma non disdegnò qualche trasferta a Venezia dove conobbe e sposò Antonia Voltolina (ricevendo una consistente dote che gli permise, insieme ai guadagni per il suo lavoro, di acquistare casa in Borgo vecchio a Conegliano) che gli darà quattro figli: Angelo Giovanni, Gedeone, Dario e Persilia.
Arrestato il 25 maggio del 1549 con l'accusa di luteranesimo (seguiva i dettami di un singolare sacerdote di Conegliano), venne condotto in carcere e processato a Venezia davanti al tribunale del Sant'Uffizio. Accettò (probabilmente dopo torture) di sottoscrivere un atto di pentimento e di abiura e l'11 luglio del 1549 venne graziato e liberato con l'impegno dell'abiura pubblica alla messa domenicale e il rogo in caso di reiterazione ereticale. Con la sua pittura affrescò case e palazzi (un suo graffito venne scoperto anche nella cella che lo ospitò a Palazzo Ducale a Venezia) e tracce non sicure sono presenti negli affreschi di Palazzo Sarcinelli e in un Crocifisso a Casa Sbarra a Conegliano.
(Podestà Girolamo Miano)
Forse per delazione venne nuovamente arrestato, imprigionato e condannato a morte; tentò di fuggire sulle montagne del Cadore, ma venne ripreso e condannato al rogo il 21 febbraio 1568. La sentenza fu eseguita nella piazza dei mercati di Conegliano entro il 20 marzo successivo: riporta quella data un dispaccio dell'inquisitore Valerio Faenzi che lo diceva già morto.